# 沙达布·鲁布桑旺丹
沙达布·鲁布桑旺丹（英語：Shadavyn Luvsanvandan，1910年—1983年）蒙古族，籍贯不详，蒙古国语言学家。

## 生平
1942年，鲁布桑旺丹同曾德·达木丁苏伦合作编写了《俄蒙词典》。1956年，鲁布桑旺丹出版了《蒙古语教科书》。鲁布桑旺丹还是蒙古科学院院士。